# Parametro di solubilità di Hildebrand
Il parametro di solubilità di Hildebrand o delta di Hildebrand (simbolo: δH o {\displaystyle \delta _{H}}) fornisce una stima numerica del grado di interazione tra i composti chimici, e può essere una buona indicazione della solubilità, in particolare per i materiali non polari come la maggioranza dei polimeri. È probabile che le sostanze con valori simili di δH siano miscibili. Per distinguerlo dal coefficiente sperimentale introdotto da Hansen, essendo una generalizzazione di δH si usa il simbolo {\displaystyle \delta }. 

## Definizione
Il parametro di solubilità di Hildebrand è la radice quadrata della densità di energia coesiva:
{\displaystyle \delta _{H}\,=\,{\sqrt {\frac {\Delta _{vap}U}{V_{m}}}}\,=\,{\sqrt {\frac {\Delta _{vap}H-RT}{V_{m}}}}}
Infatti si ha la relazione termodinamica per uno stato gassoso ideale (P,V costanti):
{\displaystyle \Delta U\,=\,\Delta H-P\Delta V\,=\,\Delta H-R\,T}
La densità di energia coesiva è la quantità di energia necessaria per rimuovere completamente un volume unitario di molecole del soluto dai loro vicini fino alla separazione infinita (cioè diventa un gas ideale). Questo è uguale al calore di vaporizzazione ({\displaystyle \Delta _{vap}H}) del soluto diviso per il suo volume molare nella fase condensata. Affinché un materiale si dissolva, queste stesse interazioni devono essere superate 
così le molecole sono separate l'una dall'altra e circondate dal solvente. Nel 1936 Joel Henry Hildebrand ha suggerito la radice quadrata della densità di energia coesiva come il valore numerico che indica il comportamento di solvibilità. Il termine {\displaystyle \Delta _{vap}U/V_{m}} ha le dimensioni di una pressione e viene utilizzato nella teoria delle soluzioni regolari. Questo in seguito divenne noto come il parametro di solubilità di Hildebrand. Materiali con parametri di solubilità simili sono in grado di interagire tra loro, effettuando processi di solvatazione, miscibilità o rigonfiamento.

## Utilizzo e limiti
La sua principale utilità è che fornisce semplici previsioni dell'equilibrio di fase basate su un singolo parametro facilmente ottenibile per la maggior parte dei materiali. Queste previsioni sono spesso utili per i sistemi non polari e leggermente polari (μ < 2 D) in assenza di un legame idrogeno. Ha trovato un uso particolare nella previsione della solubilità e rigonfiamento dei polimeri da solventi. Parametri di solubilità tridimensionali più complicati, come i parametri di solubilità Hansen, sono stati proposti per le molecole polari.
La principale limitazione dell'approccio del parametro di solubilità è che si applica solo alle soluzioni associate ("il simile dissolve il simile" o, teoricamente parlando, deviazioni positive dalla legge di Raoult): non tiene conto di deviazioni negative dalla legge di Raoult che derivano da effetti come la solvatazione o la formazione di complessi accettore-donore di elettroni. Come ogni semplice teoria predittiva, potrebbe suscitare un'eccessiva sicurezza: va confrontato con i dati sperimentali ottenuti e quindi occorre verificare le previsioni fatte con δH.

## Unità
Le unità convenzionali (sistema CGS) per il parametro di solubilità sono (cal / cm3)1/2, o cal1/2 cm−3/2. Nelle unità unificate (sistema SI) si misura in J1/2 m−3/2, ed equivale a Pa1/2. Vediamo la relazione esistente tra le due unità di misura, essendo 1 caloria equivalente a 4.184 J.:
{\displaystyle {\text{cal}}^{1/2}\,{\text{cm}}^{-3/2}\,=\,{\text{(4.184 J)}}^{1/2}\,{\text{(0.01 m)}}^{-3/2}\,=\,{\text{2.045 }}\,10^{3}{\text{ J}}^{1/2}{\text{ m}}^{-3/2}\,=\,{\text{2.045 }}{\text{MPa}}^{1/2}}
Data la natura non esatta dell'uso di δ, spesso è sufficiente dire che il numero di MPa1/2 è il doppio del numero di (cal1/2 cm−3/2). Quando le unità non sono specificate, ad esempio nei libri più vecchi, di solito è lecito assumere l'unità non SI.

## Esempi
| Soluto/Solvente    | δH cal1/2 cm−3/2 | δH MPa1/2  |
| ------------------ | ---------------- | ---------- |
| n-pentano          | 7.0              | 14.4       |
| n-esano            | 7.24             | 14.9       |
| Etere dietilico    | 7.62             | 15.4       |
| Acetato di etile   | 9.1              | 18.2       |
| Cloroformio        | 9.21             | 18.7       |
| Acetone            | 9.77             | 19.9       |
| Diclorometano      | 9.93             | 20.2       |
| Alcol isopripilico | 11.6             | 23.8       |
| Etanolo            | 12.92            | 26.5       |
| Glicole etilenico  |                  | 29.9, 33.0 |
| Polimeri (soluti)  |                  |            |
| PTFE               | 6.2              |            |
| PE                 | 7.9              |            |
| Polipropilene      | 8.2              | 16.6       |
| Polistirene        | 9.13             |            |
| PPO                | 9.15             |            |
| PMMA               | 9.3              | 19.0       |
| PVC                | 9.5              | 19.5       |
| PU/PUR             | 8.9              |            |
| PET                | 10.1             | 20.5       |
| HEMA               |                  | 25-26      |
| pHEMA              |                  | 26.93      |
| Nylon 6,6          | 13.7             | 28         |

Previsioni sulla migliore coppia soluto-solvente
1. Dai dati, il soluto PE ha un parametro di solubilità pari a 7.9, per cui si associano dei buoni solventi come l'etere dietilico e l'esano. (Tuttavia, il PE si dissolve solo a temperature ben superiori a 100°C.)
2. Il soluto poli(stirene) ha un parametro di solubilità pari a 9.1, e quindi è probabile che l'acetato di etile sia un buon solvente.
3. Il Nylon 6,6 ha un parametro di solubilità pari a 13.7, ed è probabile che l'etanolo sia il miglior solvente di quelli tabulati. Tuttavia, quest'ultimo è polare, e quindi dovremmo essere molto cauti usando solo il parametro di solubilità di Hildebrand nel fare previsioni.